# Яньес, Рубен
Орландо Рубе́н Яньес Алабарт (исп. Orlando Rubén Yáñez Alabart; род. 12 октября 1993 года в Льорет-де-Маре, Каталония, Испания) — испанский футболист, вратарь клуба «Малага».

## Клубная карьера
В 2010 году в возрасте 17 лет, он из «Жироны» перешёл в молодёжную академию «Реал Мадрид».
5 августа 2015 года он был вызван в основную команду «Реала», новым тренером Рафой Бенитесом и дебютировал четыре дня спустя, заменив Кико Касилью во втором тайме, в товарищеской встрече против клуба «Волеренга».

## Достижения
«Реал Мадрид»
- Чемпион Испании: 2016/17
- Победитель Лиги чемпионов УЕФА: 2016/17
- Обладатель Суперкубка УЕФА: 2016
- Победитель Клубного чемпионата мира: 2016

Итого: 4 трофея